# 2013年科特迪瓦人踩人慘劇
2013年科特迪瓦人踩人慘劇於2013年元旦日在烏弗埃-博瓦尼球場發生，當時群眾參加完新年煙火表演準備離開，其後發生人踩人事件，造成61人死亡及200人受傷，其中大部分為婦女或小孩。此慘劇為同一場館四年內第二次發生人踩人事件。科特迪瓦總統瓦塔拉宣布全國哀悼三天。

## 事件
約於凌晨一至四時新年慶典及煙花匯演後，當羣眾離開時發生人踩人慘劇。這是政府第二年為紀念2010年科特迪瓦總統選舉後第二次科特迪瓦內戰的結束而發放煙花。官方報告指共六十一人死亡，另有約二百人受傷。死者中有26名兒童，其中大部分為八至十五歲，其它則為二十八名女士及六名男士。

## 調查及反應
人踩人慘劇的原因尚未消楚，但警方發言人指他們已開始調查。軍方救援指揮官伊薩·薩科中校指羣眾驚恐而做成死亡。官方指約五萬人慶祝新年後回家。目擊者則另指二大羣觀眾相撞，但警方想將其分開並驅遂他們離開場館時造成觀眾恐慌。
科特迪瓦總統探訪醫院中的傷者時指將會調查這場慘遭。內務部長於電視講話中代表政府慰問死傷者及其家屬，並盡可能提供協助。他續指正在調查悲劇發生的確切情況。

## 2009年人踩人慘劇
2009年，2010年世界盃外圍賽中馬拉威對科特迪瓦的比賽之前，於相同場地亦發生人踩人慘劇，造成19死135人受傷。